# Carda
Carda is een Italiaans historisch merk van hulpmotoren.
De Carda-motor werd in 1950 in Bologna gebouwd. Het was een klein tweetaktblokje dat op een platform naast het achterwiel van een fiets gezet kon worden. Dit achterwiel kreeg een twee tandwiel, zodat het blokje dit via een heel kort kettinkje kon aandrijven. 